# Phenylhydrazin
Phenylhydrazin ist eine chemische Verbindung aus der Gruppe der aromatischen Hydrazine. Es ist eine gelbliche Flüssigkeit, die sich an Luft zunehmend dunkelrot bis rotbraun färbt.

## Geschichte
Phenylhydrazin wurde als erste aromatische Hydrazinverbindung durch Emil Fischer im Jahre 1875 untersucht. Er stellte es durch Reduktion von Phenyldiazoniumsalzen mit Sulfitsalzen dar. Fischer nutzte Phenylhydrazin zur Untersuchung der Struktur von Kohlenhydraten durch Bildung von Hydrazonen aus der Aldehydgruppe der Zucker.

## Vorkommen
Phenylhydrazin kommt natürlich in einigen Pflanzen (Lorbeerbaum) vor. Phenylhydrazine wurden auch in Pilzen (zum Beispiel Agaricus bisporus) nachgewiesen.

## Gewinnung und Darstellung
Phenylhydrazin wird kommerziell durch Diazotierung von Anilin mit anschließender Reduktion des Diazoniumkations z. B. durch Natriumsulfit gewonnen. Im Jahr 1998 betrug die Produktionsmenge in Westeuropa 6650 Tonnen.

## Eigenschaften
Phenylhydrazin bildet monokline Kristalle und schmilzt bei Raumtemperatur zu einer öligen Flüssigkeit. Es zersetzt sich bei einer Temperatur von mehr als 260 °C. Die mittels DSC bestimmte Zersetzungswärme beträgt −71 kJ·mol−1 bzw. −662 kJ·kg−1.  Seine Dämpfe sind viermal so schwer wie Luft. Es ist ein starkes Reduktionsmittel und leicht löslich in Wasser.

## Verwendung
Phenylhydrazin wird als Zwischenprodukt zur Herstellung von Indolen verwendet (Fischersche Indolsynthese), die wiederum Zwischenprodukte für die Synthese verschiedener Farbstoffe, Agrochemikalien und Pharmazeutika sind. Es dient ebenfalls als Ausgangsstoff zur Herstellung von Entwicklern für die Fototechnik.
Weiterhin kann es als Reagenz zum Nachweis bzw. zur Identifizierung von Verbindungen mit Carbonylgruppen dienen (Bildung von Phenylhydrazonen oder Osazonen). Der Einsatz von Phenylhydrazin als Laborchemikalie (analytische Reagenz für Aldehyde, Ketone und Zucker (Phenylhydrazinprobe) durch Bildung der gut kristallisierenden Phenylhydrazone oder Osazone, zum Nachweis von Molybdän und anderen Metallen) ist mit einer Derivatisierung verbunden.

## Sicherheitshinweise
Phenylhydrazin ist selbstentzündlich, wenn es verunreinigt wird oder in Kontakt mit Stoffen mit großer Oberfläche (z. B. Putzwolle oder Sand) kommt. Seine Dämpfe können beim Erhitzen über seinen Flammpunkt (89 °C) mit Luft ein explosionsfähiges Gemisch bilden. Phenylhydrazin gilt als krebserzeugend, ist ein starkes Blutgift (Methämoglobinbildung) und verursacht auf der Haut Ekzeme. Darüber hinaus führt es zu einer irreversiblen Schädigung des Blutfarbstoffs und der Erythrocyten.

## Regulierung
Über den Safe Drinking Water and Toxic Enforcement Act of 1986 besteht in Kalifornien seit 1. Juli 1992 eine Kennzeichnungspflicht für Produkte, die Phenylhydrazin oder eines seiner Salze enthalten.